# Компонентный анализ
Компоне́нтный ана́лиз — в языкознании: метод исследования плана содержания значимых единиц языка, целью которого является разложение значения на минимальные семантические составляющие. Основан на гипотезе о том, что значение всякой языковой единицы состоит из семантических компонентов (сем) и словарный состав языка может быть описан с помощью ограниченного (сравнительно небольшого) числа семантических признаков.
В 1950-х годах метод компонентного анализа был впервые использован для исследования лексических единиц при описании узкого круга лексем — терминов родства в различных языках.

## Компонентный анализ и теория семантического поля
Метод компонентного анализа связан с системно-парадигматическими представлениями о языке и может рассматриваться как развитие методов и теоретической базы теории семантического поля, обнаруживая связь с идеями Р. О. Якобсона, Л. Ельмслева и других лингвистов, считавших возможным перенесение принципов, выработанных в рамках фонологии Н. С. Трубецкого, в грамматику и семантику. На основе метода компонентного анализа семантическое поле может быть определено как ряд слов или их отдельных значений, связанных парадигматическими отношениями, имеющих в своем составе общий (интегральный) семантический признак и различающихся по меньшей мере по одному дифференциальному признаку. Эти признаки и содержащие их слова образуют иерархически организованные структуры; к таким структурам относится, в частности, семантическое поле родства, образованное интегральным признаком «родство» и дифференциальными признаками «пол», «поколение», «степень родства». В различных семантических полях один и тот же признак может иметь разный иерархический статус: от компонента дифференциального признака до категориального признака, существенного для языковой системы в целом (таков, к примеру, признак «пол» в значениях слов с признаком одушевлённости). Предполагается, что наиболее общие из категориальных признаков так или иначе представлены во многих или всех языках мира.